# Conorhynchus
Conorrhynchus — род жесткокрылых семейства долгоносиков.

## Экология
Головотрубка явственно, часто резко сужена впереди, образует с головной капсулой единый конус. Второй сегмент жгустка усиков заметно длиннее первого. Как исключение, третий сегмент задней лапки не короче второго и лапки более или менее широкие, а тело имеет эллиптические очертания, иногда коготки едва сросшиеся основаниями. Глаза плоские, почти не видны сверху.

## Виды
В составе рода:
- Conorrhynchus argillaceus
- Conorrhynchus mendicus
- Conorrhynchus verecundus